# 竹田佳央里
竹田 佳央里（たけだ かおり、4月3日 - ）は、日本の女性声優。大阪府出身。青二プロダクション所属。

## 略歴
大阪芸術大学芸術学部美術学科、青二塾大阪校第16期卒業。

## 人物
方言は大阪弁。
趣味は	スノーボード、温泉、国会中継観賞。特技は描画（日本画・写生）、タンバリン、パペット操作（パペティア）。
資格・免許は学芸員資格、教員免許第一種、中型免許（AT車）。

## 出演作品

### テレビアニメ
- シャーマンキング（2001年、子供）
- ちびまる子ちゃん（2002年 - 2016年、ハマジの弟、リポーター、公園のお姉さん、お天気お姉さん）
- ちょびっツ（2002年、女子店員B）
- ふしぎ星の☆ふたご姫 Gyu!（2006年、プリエ）
- こんにちは アン 〜Before Green Gables（2009年、産婆）

### ゲーム
- AIR（おばさん）
- DEAD OR ALIVE 4（Alpha-152）
- BLACK/MATRIX OO（ダリア、ウンダ）
- プッチメン（アナウンサー）
- リーヴェルファンタジア（メイ）

### ドラマCD
- センチメンタルグラフティ2（女子生徒）
- ときめきメモリアル2 Vol.5（女子高生）
- BLACK/MATRIX OO（ダリア、ウンダ）

### ラジオドラマ
- 青山二丁目劇場
  - 『暗室のある家』（山田の妻）
  - 『サンドリヨン』（姉）
- 流星倶楽部 第63話 星に祈りを 後編（野党女性議員）

### 吹き替え
- ザ・グラディエーター 復讐のコロシアム（女）
- セサミストリート（アーサー、グローリー）※テレビ東京版
- セサミストリート（ロジータ、ジュリア）※YouTube版
- セサミストリート（ロジータ、ジュリア、リーラ）※U-NEXT版

### テレビ番組
- クイズ!ヘキサゴン（ゴンちゃん）
- バリバラ〜障害者情報バラエティー〜（ジュリア）
- ハリウッド48時間ミラクルダイエット（母親）
- あおきいろ（Eテレ）

### 舞台
- 松竹新喜劇 裏十八番の内 鼓[5]（2024年）